# 世界和平

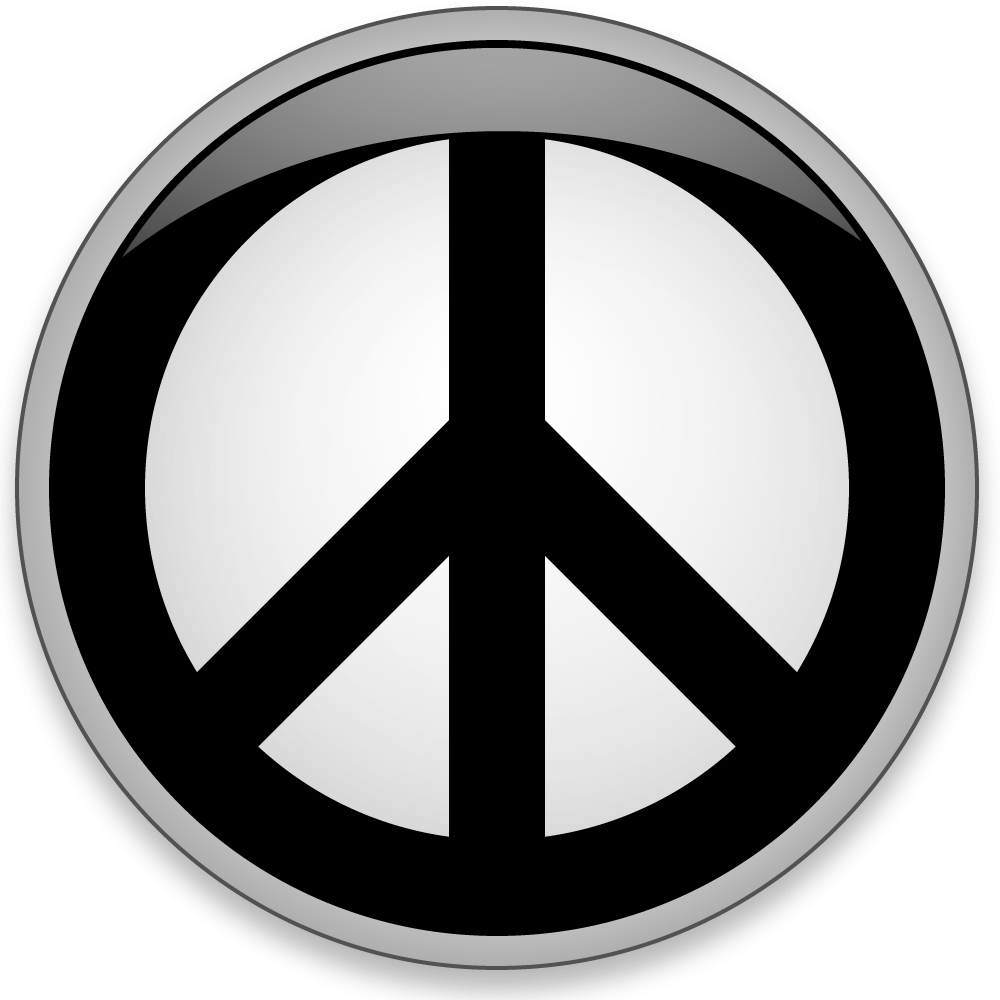
一個和平的象徵圖案

世界和平是希望地球上的所有国家和人类实现自由、和平和幸福的理想。世界和平是和平运动的最高目标，同时也被认为是理想主义乌托邦的一个例证。
在菲律宾的美国传教士Frank Laubach博士1935年提出贫困、不公正和文盲是世界和平的障碍。为此他发展了一个叫Each One Teach One（每人教一人）的扫盲计划，教会了约6000万人用自己的语言阅读。

## 民主政治下的世界和平
一些人认为，长期的历史经验（但也存在一些例外，如1941年12月的英国同芬兰宣战，2008年8月的俄罗斯同格鲁吉亚宣战）总结说明，推广各国可以实现未来的世界和平。工业革命以后，越来越多的国家成为民主政治。如果这个趋势继续保持下去，而这个理论又完全正确的话，真正的世界和平也许会变得可能。

## 科布登主义
科布登主义者认为，只要取消各国间的商业关税，开放世界性的自由贸易，战争就会随之消失。因为世界性的自由贸易必然引起更加详细的国家分工，这使各国间的协作变得更为重要，同时任何一个国家长期的自给自足则变得没有可能。例如，如果一个国家生产武器，另一个国家生产弹药，他们不可能有长期的相互战争，因为前者的弹药、后者的武器将很快耗尽。
但持反对意见者认为，在迫不得已的情况下，任何一个国家都有可能实施临时的应急计划以实现自给自足，满足战争的需要。

## 相互保证毁灭
有统计显示，人类社会由于战争而死亡的人数，在大规模杀伤性核子武器发明后已经在逐渐减少。一些“相互保证毁灭”策略的支持者认为，正是由于大规模杀伤性核子武器的存在，使战争中的任何一方都存在着承受巨大损失的风险，这也许会使世界和平变得可能。

## 世界政府
各种各样关于世界政府的构想都被提出过，支持世界政府的观点认为这样一个机构有足够的力量来防治战争建立世界和平，反对的观点则更关注在权威控制下的世界和平是否是理想的目标这样的问题。